# Anisocentropus magnificus
Anisocentropus magnificus is een schietmot uit de
familie Calamoceratidae. De soort komt voor in het Oriëntaals gebied.